# Jeeves e l'uovo sodo
Jeeves e l'uovo sodo (titolo originale in inglese: Jeeves and the Hard-boiled Egg) è un racconto dello scrittore inglese P. G. Wodehouse, pubblicato per la prima volta in volume nel 1919 nella raccolta di racconti My man Jeeves, non tradotta in italiano, e successivamente (1925) nella raccolta Carry on, Jeeves (in italiano: Avanti Jeeves!, 1928).

## Storia editoriale
Il racconto è stato pubblicato per la prima volta nella rivista statunitense The Saturday Evening Post del  3 marzo 1917 e successivamente nel mensile britannico The Strand Magazine dell'agosto 1917; le due versioni erano pressoché  identiche, differendo solo per pochi vocaboli. Nel maggio 1919 il racconto fu pubblicato nella raccolta My man Jeeves; tuttavia il volume, stampato su carta scadente, non ebbe successo. La raccolta My man Jeeves, peraltro, non è stata mai tradotta in lingua italiana. Successivamente il racconto è stato pubblicato nel volume Carry on, Jeeves nel 1925, tradotto in italiano.

## Trama
Bertie Wooster, l'io narrante, col fido valletto Jeeves risiedono temporaneamente a New York. Nella metropoli americana Bertie ha stretto amicizia con un connazionale, Bicky Bickerstch. Bicky era sempre a corto di danaro e sopravviveva solo grazie a un vaglia che gli veniva inviato mensilmente da uno zio inglese, il Duca di Chiswick. «Chiswick, benché fosse ricco sfondato e possedesse mezza Londra e quasi cinque contee settentrionali, era notoriamente l'uomo più meschino e avaro d'Inghilterra. Era ciò che gli americani chiamano un "uovo sodo"». Lo zio ha inviato finora il denaro nella convinzione che Bicky fosse nel Colorado a studiare la gestione di una tenuta agricola.
Saputo che il Duca di Chiswick era giunto in America per incontrarlo, Bicky si rivolge a Bertie per aiutarlo a trovare una scusa che giustificasse la sua presenza a New York, anziché nel Colorado. Jeeves suggerisce a Bicky di dire allo zio che ha trovato un buon lavoro a New York, che ha in fitto un lussuoso appartamento (in realtà l'abitazione di Bertie, il quale finge di essere ospite di Bicky) e che Jeeves è il suo valletto. Il Duca quindi viene accolto nell'appartamento di Bertie, ne ammira il lusso e avverte il nipote che avrebbe sospeso il sussidio mensile, essendo ormai il nipote benestante. Bicky è ormai senza risorse; Jeeves gli suggerisce di sfruttare la presenza dello zio come fonte di reddito («Gli abitanti di questo paese sono particolarmente smaniosi di stringere la mano ai grandi personaggi»; lo stesso Jeeve trova 87 cittadini di Birdsburg nel Missouri, in gita sociale a New York, disposti a pagare ciascuno tre dollari  per essere presentati al Duca. Uno dei visitatori con le sue domande insospettisce il Duca e la verità viene fuori. Il Duca offre a Bicky la possibilità di diventare suo segretario senza stipendio («il tuo compenso, mio caro, consisterebbe nella straordinaria opportunità che tu avresti, come mio segretario, di accumulare esperienze, di conoscere i retroscena della vita politica». Interviene ancora Jeeves suggerendo che Bicky potrebbe guadagnare del danaro rivelando ai giornali scandalistici americani gli ultimi avvenimenti ridicoli occorsi al Duca. Costui accetta perciò di versare al nipote un decoroso assegno mensile.

## Edizioni
- P.G. Wodehouse, Carry On, Jeeves, London: Herbert Jenkins, 1925
- P. G. Wodehouse, Carry on, Jeeves, Leipzig: B. Tauchnitz, 1925
- P.G. Wodehouse, Carry On, Jeeves, New York: George H. Doran, 1927
- P.G. Wodehouse, Avanti, Jeeves!: romanzo umoristico inglese; traduzione di Silvio Spaventa Filippi, Milano: Monanni, 1928
- P.G. Wodehouse, Avanti, Jeeves!: romanzo umoristico inglese; traduzione di Silvio Spaventa Filippi, Milano: Bietti, 1933
- P.G. Wodehouse, Jeeves e l'uovo sodo. In: Avanti, Jeeves!; traduzione di Silvio Spaventa Filippi; revisione di Claudio Redi, Milano: Bietti, 1973, pp. 81–103
- Pelham G. Wodehouse, Avanti, Jeeves; traduzione di Franco Salvatorelli, Milano: Mursia, 1991, ISBN 88-425-2680-0
- P.G. Wodehouse, Avanti, Jeeves; traduzione di Tracy Lord, Milano: Polillo, 2011, ISBN 978-88-8154-293-2